# Metropolia di Giannina

La cattedrale di Sant'Atanasio a Giannina.

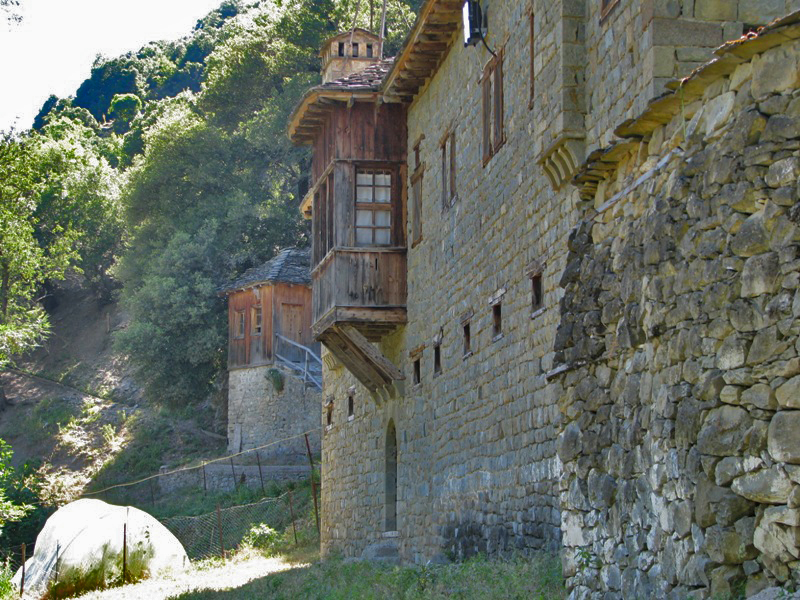
Il monastero di San Nicola a Metsovo.

La metropolia di Giannina (in greco: Ιερά Μητρόπολις Ιωαννίνων; Ierá Mitrópolīs Ioanninon) è una diocesi del patriarcato ecumenico di Costantinopoli, pastoralmente affidata alla Chiesa di Grecia, con sede a Giannina, in Epiro, dove si trova la cattedrale di Sant'Atanasio.
Dal 28 giugno 2014 il metropolita è Massimo Papagiannis.

## Territorio
La metropolia si trova nell'unità periferica di Giannina.
Sede del metropolita è la città di Giannina, dove si trova la cattedrale di Sant'Atanasio.
La metropoli comprende 248 parrocchie e 158 sacerdoti.
Dal punto di vista canonico, la metropolia fa parte del patriarcato ecumenico di Costantinopoli. Tuttavia, trovandosi in territorio greco, la gestione pastorale è affidata alle cure dell'arcivescovo di Atene e della Chiesa di Grecia.

## Storia
Giannina è stata sede di un'antica diocesi risalente all'epoca bizantina. Il primo vescovo storicamente documentato è Zaccaria, che prese parte al concilio di Costantinopoli dell'879-880, che riabilitò il patriarca Fozio di Costantinopoli. La diocesi è documentata nelle Notitiae episcopatuum del patriarcato di Costantinopoli dal IX al XV secolo. Inizialmente era suffraganea dell'arcidiocesi di Naupacto; per un certo periodo, tra X e XI secolo, fu sottomessa all'arcivescovado di Ocrida; nel XIV secolo fu elevata al rango di sede metropolitana. Per un breve periodo ebbe come suffraganee le diocesi di Bela, Drinopoli, Butrinto-Glyki e Himara. Dal 1924 al 1928, cedette una porzione di territorio a favore dell'erezione della metropolia di Metsovo, suppressa dopo 4 anni.

## Cronotassi
- Zaccaria † (menzionato nell'879)[5]
- Sebastiano † (marzo 1365 - circa 1380 eletto metropolita di Cizico)[4]
- Matteo † (marzo 1382 - 1385 o 1386 deceduto)[4]
- Gabriele † (1389 - ?)[4]
- Giuseppe † (1408)
- Proclo †
- Neofito † (1480 - 1487)
- Nefone † (1500)
- Nilo † (1513)
- Teolepto † (1513 eletto patriarca di Costantinopoli)
- Gregorio † (1513)
- Sofronio † (1520)
- Nefone † (1526 - 1545)
- Macario † (1545 - 1549)
- Joasaph † (1549 - 1571)
- Daniele † (1571 - 1580)
- Joasaph † (1580 - 1585) (per la seconda volta)
- Matteo † (27 febbraio 1585 - 1595 eletto patriarca di Costantinopoli)
- Neofito † (1597)
- Manasse † (1605 - 1613)
- Matteo † (1614)
- Neofito † (1616 - 1620) (per la seconda volta)
- Teocleto † (1621 - 1632)
- Gioannichio † (1632)
- Partenio † (30 giugno 1632 - 7 luglio 1639 eletto metropolita di Adrianopoli)[6]
- Teofane † (maggio 1639)
- Callinico † (1639 - 1640 deposto)
- Joasaph † (1640 - settembre 1644 deposto)
- Callinico † (settembre 1644 - gennaio 1666 deposto) (per la seconda volta)
- Cirillo † (1666 - 1669)
- Callinico † (1669 - 1670) (per la terza volta)
- Cirillo † (1670 - 1676) (per la seconda volta)
- Giacomo † (1676 - 1680)
- Clemente † (1680 - 1715)
- Ieroteo † (1716 - 1735)
- Gregorio † (1736 - 1767)
- Gabriele † (1767 - aprile 1771 eletto metropolita di Patrasso)[7]
- Gregorio † (1771 - 1776) (per la seconda volta)
- Ieroteo † (1776)
- Paisio † (1776 - 1780)
- Cirillo † (circa 1782)
- Macario † (? - 16 giugno 1799 eletto metropolita di Patrasso)
- Ieroteo Tremoulas † (1799 - 1810)
- Gabriele Gagas † (ottobre 1810 - agosto 1826 deceduto)
- Benedetto † (agosto 1826 - 12 agosto 1830 deceduto)
- Gioacchino Melenikis † (settembre 1830 - luglio 1835)
- Gioacchino Kokkades † (luglio 1835 - 21 agosto 1838)
- Gioannizio Metaxas Lazaropoulos † (21 agosto 1838 - agosto 1840)
- Gioacchino Kokkades † (7 agosto 1840 - aprile 1845) (per la seconda volta)[8]
- Gioannizio † (1845 - 17 novembre 1854)
- Partenio † (17 novembre 1854 - 26 maggio  1869 eletto metropolita di Pelagonia)
- Sofronio Christidis † (26 maggio  1869 - 25 settembre  1889 eletto metropolita di Salonicco)
- Gregorio Callides † (28 settembre 1889 - 22 maggio 1902 eletto metropolita di Eraclea)
- Sofronio Christidis † (22 maggio 1902 - 1º giugno 1906 dimesso)
- Gerasimos Tantalidis † (1º giugno 1906 - 13 marzo 1910 eletto metropolita di Rodi)
- Gervaso Orologas † (16 marzo 1910 - 31 maggio 1916 deceduto)
- Spiridone Vlachos † (1º ottobre 1916 - 27 ottobre 1922 eletto metropolita di Amasea)
- Germano Karavangelis † (27 ottobre 1922 - 15 aprile 1924)
- Spiridone Vlachos † (15 aprile 1924 - 4 giugno 1949 eletto arcivescovo di Atene) (per la seconda volta)
- Demetrio Efthymiou † (17/18 aprile 1956 - 1º gennaio 1958 deceduto)
- Serafino Tikas † (11 marzo 1958 - 12 gennaio 1974 eletto arcivescovo di Atene)
- Teocleto Setakis † (26 ottobre 1975 13 aprile 2014 deceduto)
- Massimo Papagiannis, dal 28 giugno 2014